# Schnabelwaid
Schnabelwaid är en köping (Markt) i Landkreis Bayreuth i Regierungsbezirk Oberfranken i förbundslandet Bayern i Tyskland.
Köpingen ingår i kommunalförbundet Creußen tillsammans med staden Creußen och kommunerna Haag och Prebitz.